# Шитрит, Бехор-Шалом
Бехор-Шалом Шитрит (ивр. בכור-שלום שטרית‎‎; 1895, Тверия, Османская империя — 28 января 1967, Израиль) — израильский политик, депутат кнессета первых шести созывов, первый министр полиции Израиля.

## Биография
Бехор-Шалом Шитрит родился в 1895 году в Тверии на территории Османской Палестины. Его мать — Ханна Мишкаль (ивр. שלום משקל‎), отец — Маклуф Шитрит (ивр. מכלוף שטרית‎), выходец из раввинской семьи, переехавшей в Эрец-Исраэль из Марокко.
Получил образование в хедере, учился в школе «Alliance Israélite Universelle», а затем в одной из иешив Тверии. Обучившись в школе юридических наук в Иерусалиме, Шитрит получил звание адвоката. Бехор-Шалом работал учителем в той же школе, которую окончил сам, а затем перешёл на работу в поселение Менахемия, где преподавал иврит. Во время Первой мировой войны он был назначен мухтаром мошавы Кинерет.
В молодости Шитрит стал одним из основателей движения сионистского движения «ха-Тхия» («Возрождение») в Тверии. Участвовал в работе движения «Ха-Поэль ха-Цаир». После установления британского мандата в 1919 году Шитрит организовывал полицию в Тверии. Работал следователем, а вскоре возглавил полицию в Нижней Галилее. Именно он был одним из создателей конной еврейской полиции, созданной для защиты еврейских поселений в Галилее. С 1935 года работал мировым судьёй. В 1945—1948 годах Шитрит исполнял обязанности главного мирового судьи в округе Лод.
Весной 1948 года Бехор-Шалом Шитрит стал членом «Народного совета», а затем и Народного правления, которое вскоре стало Временным правительством Израиля. Будучи представителем фракции сефардов, он также стал и единственным представителем этой этнической группы в правительстве.
12 мая 1948 года на заседании Народного правления Шитрит голосовал против немедленного провозглашения независимости Израиля. Однако большинство членов правления проголосовало за появление государства. 14 мая 1948 года Шитрит стал одним из подписавших Декларацию независимости Израиля.
Во Временном правительстве Израиля Бехор-Шалом Шитрит получил пост министра по делам меньшинств, а затем и пост министра полиции Израиля.
В 1949 году был избран в кнессет 1-го созыва от партии «Сефарды и выходцы Востока», затем перешёл в партию Бен-Гуриона МАПАЙ и в следующие четыре созыва кнессета избирался от этой партии. В кнессет шестого созыва Шитрит был избран от блока «Маарах». Пост министра полиции он занимал до 2 января 1967 года, а умер он 28 января 1967 года.